# János Marozsán

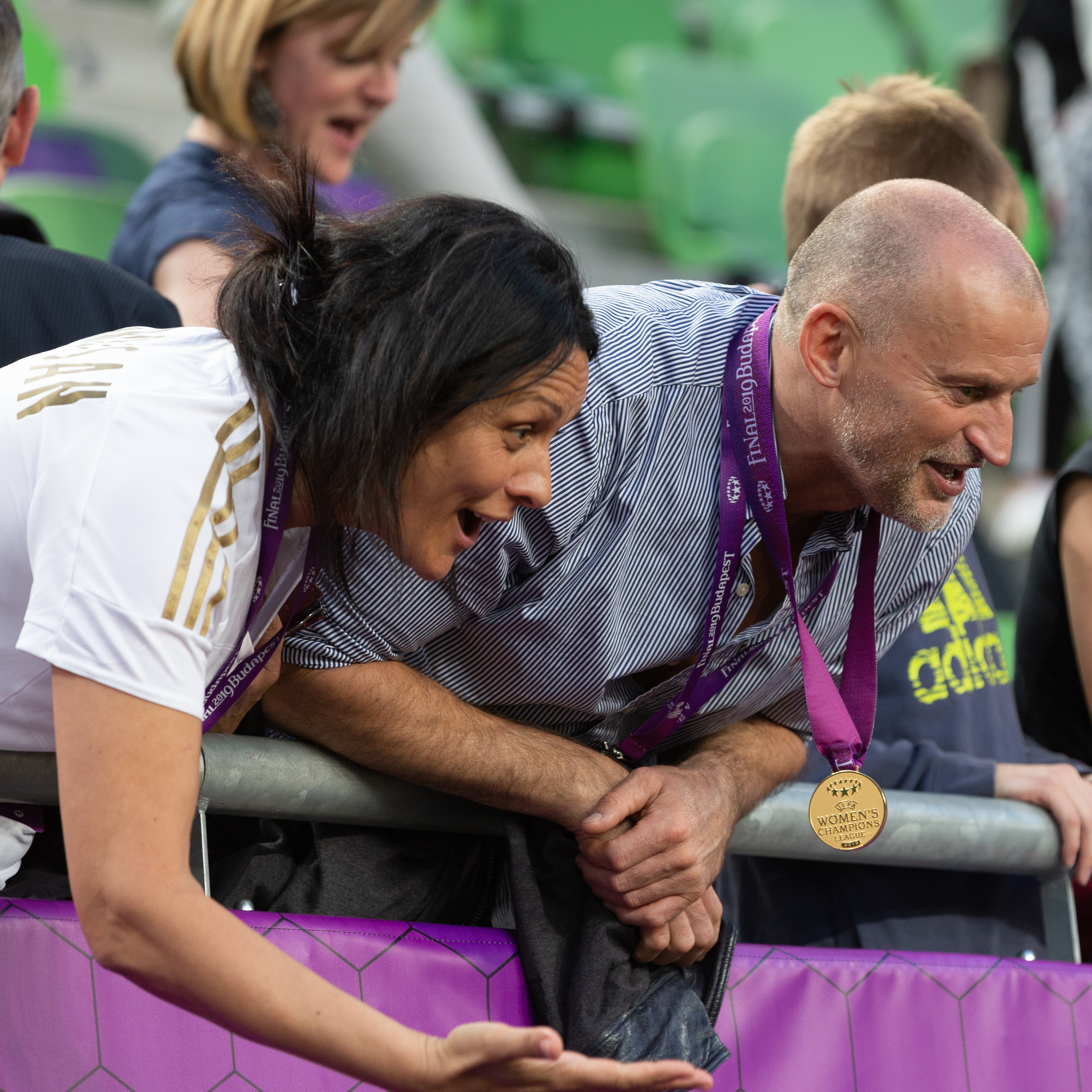
János Marozsán mit seiner Frau, 2019

János Marozsán (ungarisch Marozsán János; * 13. Mai 1965 in Újfehértó) ist ein ehemaliger ungarischer Fußballspieler.

## Karriere

### Verein
Marozsán spielte in seiner Jugend für den Verein Hajdú Vasas aus dem ostungarischen Téglás. Seit 1984 stand der Mittelfeldspieler im Kader des Erstligisten Siófoki Bányász SE, für den er am 31. August 1985 bei der 0:1-Niederlage gegen Haladás Szombathely sein Profidebüt gab. Nach 25 Toren in 115 Erstligapartien wechselte Marozsán während der laufenden Saison 1990/91 zu Budapest Honvéd SE, der sich 1991 in Kispest Honvéd FC umbenannte; in anderthalb Jahren bestritt der Ungar hier 20 Partien, in denen ihm zwei Treffer gelangen. Nach dem Gewinn der Meisterschaft 1991/92 ging Marozsán zurück zu Siófoki Bányász SE (ein Treffer in 25 Partien) und schließlich 1994 zum Budapesti Vasutas Sport Club, den er während der laufenden Saison 1995/96 nach 30 Spielen ohne Torerfolg in Richtung Pécsi Mecsek FC verließ. Nach drei Partien für die Südwestungarn bestritt Marozsán am 20. April 1996 beim 2:1-Sieg über Békéscsabai Előre FC sein letztes Spiel in der Nemzeti Bajnokság. Innerhalb von elf Jahren kam der Ungar auf insgesamt 28 Tore in 193 Erstligapartien; aus dem Jahr 1991 kann er außerdem drei Partien im Europapokal der Landesmeister vorweisen. Im Sommer 1996 wechselte Marozsán zum deutschen Regionalligisten 1. FC Saarbrücken. Nach 14 Spielen ohne Torerfolg in der ersten Saison beim 1. FCS wurde der Ungar in der Folgesaison nicht mehr eingesetzt und beendete seine Karriere.

### Nationalmannschaft
Am 5. September 1990 bestritt der Mittelfeldspieler beim 4:1-Sieg über die Türkei sein erstes Länderspiel für die Nationalmannschaft Ungarns. Nach weniger als sieben Monaten kam er am 3. April 1991 im EM-Qualifikationsspiel gegen Zypern (2:0) zu seinem vierten und letzten Nationalmannschaftseinsatz.

## Sonstiges
János Marozsán wurde nach seiner Karriere in Saarbrücken sesshaft. Er ist der Vater eines Sohnes (* 1987) sowie einer Tochter, der Fußballnationalspielerin Dzsenifer Marozsán (* 1992).